# Lambert Wilson
Lambert Wilson (Neuilly-sur-Seine, 3 de agosto de 1958) é um ator francês.
É o filho do ator Georges Wilson. Ele é meio irlandês, meio francês.

## Filmografia
- Pedalando com Molière (2013)... Philippe Le Guay
- Des hommes et des dieux (2010)
- Missão Babilônia (2008)... Dr. Arthur Darquandier
- Comme les autres (2008)... Mamu
- Sahara (2005)... Yves Massarde
- Palais Royal! (2005)
- Catwoman (2004)... Georges Hedare
- Timeline (2003)... Lord Arnaut
- The Matrix Revolutions (2003)... The Merovingian
- The Matrix Reloaded (2003)... The Merovingian
- Don Quixote (2000)... The Duke
- The Last September (1999)... Hugo Montmorency
- On connaît la chanson
- Marquise (1997)... Racine
- The Leading Man (1996)... Felix Webb
- Jefferson in Paris (1995)... Marquês de Lafayette
- Rendez-vous (1985)
- The Blood of Others (1984)
- Sahara (1983)... Jaffar
- Five Days One Summer (1982)
- La Boum 2 (1982)... Félix Maréchal
- Lady Oscar (1979)
- Julia (1977)